# Hermeneutik
Hermeneutik är vetenskapen om rätt tolkning av en text eller läran om förståelse. Begreppet kommer av det grekiska ordet  hermeneuein, efter guden Hermes, och betyder tolka, utlägga, förkunna. Hermeneutiken omfattar exempelvis tolkning av religiösa urkunder inom religionsvetenskap, tolkning av litterära texter inom litteraturvetenskap, eller försök till förståelse av diskurser inom socialfilosofi. Det är en forskningsmetod där tolkningen är central. Förutom att vara en forskningsmetod kan hermeneutik också avse en existentiell filosofi som introducerades av Martin Heidegger, och utvecklades av hans arvtagare Hans-Georg Gadamer.

## Historik
I den grekiska mytologin var Hermes den budbärare som framförde gudarnas budskap till folket. Budskapen behövde dock översättas för att människorna skulle förstå dem och Hermes blev gudarnas tolk. Tolkning av text har funnits längre än själva begreppet hermeneutik. Tidiga teologer som Origenes och Augustinus avhandlar också hermeneutiska tankar.
Under medeltiden var det munkar och präster som hade tolkningsföreträde och hermeneutiken blev en bibeltolkningslära. Hermenutikens historiker, t ex Wilhelm Dilthey, anser dock att startskottet för den hermeneutiska traditionen var den protestantiska nytolkningen av Bibeln under renässansen. Protestanterna ville med denna nytolkning frigöra sig från katolska dogmer och finna vad de ansåg var skriftens ursprungliga betydelse. Under senare tid har man även tolkat profana texter för att få fram deras ursprungsbetydelse. Framför allt har hermeneutiken sysslat med att förstå och beskriva förståelsen. Hermeneutik skiljer sig från exegetiken genom att exegetik hanterar frågor kring texternas tillkomst, medan hermeneutiken hanterar frågor om textens innebörd och hur den kan göras relevant för vår samtid.
Några kända hermeneutiker är Max Weber, Lorenzo Valla, Martin Heidegger, Hans-Georg Gadamer och Paul Ricœur. Rudolf Bultmann utgick från Heidegger och framlade den hermeneutiska avmytologiseringsteologin som ett sätt för att göra Bibelns budskap relevant för moderna människor genom att avkläda den dess förvetenskapliga föreställningar.

## Den hermeneutiska forskningsprocessen
I grova drag kan man säga att den hermeneutiska forskaren försöker svara på frågan: "Vad är det som visar sig och vad är innebörden i det?". Med denna utgångspunkt försöker man inom hermeneutiken använda tolkningen som huvudsaklig forskningsmetod. Man försöker dock inte söka efter en absolut sanning, eftersom det enligt den hermeneutiska kunskapsteorin inte finns någon sådan sanning. Som vetenskapsteoretiskt synsätt handlar hermeneutiken dels om metoder för förståelse och tolkning, dels om beskrivning av själva förståelsen och dess villkor. Föremål för tolkningen är meningsfulla fenomen, det vill säga fenomen som är skapade av människor, exempelvis texter, handlingar och yttranden.
Inom hermeneutiken talar man om förförståelse eller fördomar. Med det menas de kunskaper en uttolkare redan har, som blir bakgrunden till dennes tolkning av ett fenomen. Gadamer menar att uttolkaren bör försöka försätta sig i författarens situation vid tolkningen av en text, och sträva efter att förstå texten förutsättningslöst. Detta kan också uttryckas som att man måste förstå ett meningsfullt fenomen i den kontext det förekommer i, exempelvis det samhälle och den tid som en viss text skrevs i.
En förutsättning för hermeneutisk forskning är insamlandet av material. För att kunna dra slutsatser utan att generalisera måste därför forskningen baseras på stora underlag.
Ibland försöker man sätta upp den kvalitativa hermeneutiska forskningstraditionen, (humanvetenskapen) och den kvantitativa forskningsmetoden, som lägger tonvikt på mätbara data (naturvetenskapen), som två motsatser men dagens forskare använder sig ofta av båda inom sin forskning. 

### Den hermeneutiska cirkeln
Ett viktigt begrepp inom hermeneutiken är "den hermeneutiska cirkeln" eller "den hermeneutiska spiralen", som syftar på att tolkningen växer fram i en cirkulär rörelse mellan individens förförståelse och möten med nya erfarenheter och idéer, vilket leder till ny förståelse som i sin tur blir förförståelse i kommande tolkningsansatser. Cirkelmetaforen kan vara missledande då den är sluten, dvs förståelseprocessen synes leda tillbaka till samma punkt där den började. Spiralmetaforen visar istället på att förståelsen ständigt förändras och aldrig kan återgå till en tidigare punkt, däremot kan förståelsen antingen bli djupare (spiralen går nedåt) eller nå nya höjder (spiralen går uppåt). Denna process kan också ses som en pulserande rörelse mellan en inre reflekterande och yttre prövande dialog i utvecklingen av den individuella förståelsehorisonten.
När man tolkar en text, är helhetsbilden man får beroende av den mening man finner i textens enskilda delar. För att motivera tolkningen av texten som helhet, måste man hänvisa till tolkningarna av olika avsnitt i texten, som meningar eller kapitel. Meningen uttolkaren tillskriver dessa mindre element är också beroende av den helhetsbild eller större mening som han/hon ger till texten som helhet. Begreppet hermeneutisk cirkel handlar om dessa samband mellan helhet och delar; tolkningar bygger alltid på andra tolkningar.

## Hermeneutikens kunskapsteori

### Den systematiska metodhermeneutiken
Denna gren som kan ses som en ytterlighet inom hermeneutiken introducerades av teologen Friedrich Schleiermacher. Han försökte i skuggan av den framväxande positivismen i början av 1800-talet att skapa ett system som resulterade i tolkningar som ansågs säkra eller sanna och därigenom accepteras i en positivistisk kontext.

### Livsvärldshermeneutiken
Naturvetenskapliga landvinningar under början av 1900-talet lade grunden för nya forskningsfält inom bland annat psykologin och sociologin där ett stort antal vetenskapliga studier visat på mänskliga förhållanden och beteenden som för många kändes som världsfrånvända och främmande. I detta klimat introducerade filosofen Edmund Husserl idén att lägga grunden för ett vetenskapligt system som tog sin utgångspunkt i människans livsvärld. En vetenskap som skulle intressera sig för företeelsers innebörd för människor. Termen livsvärld, menade Husserl, är den värld eller verklighet vi tar för given och som vi dagligen lever i, erfar och talar om. Husserl slog också fast att allting, även de mest objektivistiska forskningsmetoder, är mänskliga konstruktioner.
När Martin Heidegger, med utgångspunkt från Husserls livsvärldteori, formulerade sin existensfilosofi där han menar att tolkningen och förståelsen är grundläggande för människans "vara" så blev det en vändpunkt för hermeneutiken. Hans-Georg Gadamers filosofi om den mänskliga förståelsens grundläggande villkor bygger nämligen både på Husserls idéer om livsvärlden och på Heideggers existensfilosofi. Gadamer ställer sig kritisk inte bara till den metodinriktade hermeneutiken utan också till positivismen och ifrågasätter möjligheten att överhuvudtaget finna en objektiv sanning. Gadamer föreslår att vi istället för att tala om sanningen bör inse att allt kan förstås på flera olika sätt. 
Gadamer anses idag vara hermeneutikens viktigaste portalfigur och det är framförallt hans tankegångar som ligger till grund för det moderna hermeneutiska förhållningssättet.